# Hypogeïsche kieming

Epigeïsche vs. hypogeïsche kieming

Hypogeïsche kieming (Latijn: hypogaeus/hypogeus = 'ondergronds/onderaards' v. Grieks: ὑπόγαιος/ὑπόγειος hupógaios/hupógeios = 'ondergronds/onderaards' v. ὑπό hupó, γῆ gè = 'grond/aarde') is een term uit de plantkunde die aangeeft dat de kieming van een plant ondergronds plaatsvindt. Een voorbeeld van een plant met hypogeïsche kieming is de erwt. Het tegengestelde van hypogeïsch is epigeïsch (bovengrondse kieming).

## Kieming
Hypogeïsche kieming houdt in dat de zaadlobben ondergronds blijven. Het epicotyl (het deel van de stengel boven de zaadlobben) groeit, terwijl het hypocotyl (het deel van de stengel onder de zaadlobben) een gelijke lengte houdt. Het epicotyl duwt het pluimpje naar boven.
Bij deze vorm van kieming zijn de zaadlobben vleesachtig, en bevatten voedingsstoffen die voor de kieming gebruikt worden. In de zaadlobben vindt geen fotosynthese plaats.
De zaden zijn veel groter dan bij planten met epigeïsche kieming. Omdat de zaadlob zich onder de grond bevindt, is deze minder kwetsbaar voor bijvoorbeeld nachtvorst of begrazing. De evolutionaire strategie is dat de plant relatief weinig zaden aanmaakt, maar elke zaad heeft een grotere kans om te overleven.
Planten met hypogeïsche kieming hebben in het begin weinig externe voedingsstoffen nodig voor hun groei, omdat de zaadlob deze stoffen al bevat. Ze komen dan ook vooral voor op voedselarme bodems. Ook hebben de planten minder zonlicht nodig, omdat in het begin nog geen fotosynthese plaatsvindt. Ze groeien vooral in het midden van het bos, waar veel concurrentie om het zonlicht is.
Planten met hypogeïsche kieming groeien relatief langzaam, vooral in de eerste fase. In gebieden waar regelmatig overstromingen plaatsvindt heeft de plant een langere tijd tussen overstromingen nodig om zich te ontwikkelen. Daarentegen zijn ze wel robuuster als de volgende overstroming komt. Na deze langzame eerste fase ontwikkelt de plant zich sneller dan bij planten met epigeïsche kieming het geval is.
Soms komt binnen hetzelfde plantengeslacht voor dat de kieming bij de ene soort hypogeïsch is en bij andere soort epigeïsch. Enkele geslachten waarbij dit het geval is zijn:
- Phaseolus: de kieming van de pronkboon (Phaseolus coccineus) is hypogeïsch, die van de gewone boon (Phaseolus vulgaris) is epigeïsch
- Lilium (lelies)
- Araucaria: de kieming bij soorten in de sectie Araucaria is hypogeïsch, die bij soorten in de sectie Eutacta is epigeïsch

## Cryptocotylair en fanerocotylair
In 1965 zijn de termen cryptocotylair en fanerocotylair voorgesteld als synoniemen voor respectievelijk hypogeïsch en epigeïsch, omdat hij vond dat deze termen etymologisch niet correct zouden zijn. Later bleek echter dat er zeldzame gevallen zijn van soorten waarbij de kieming cryptocotylair is, maar toch epigeïsch. Daarom zijn er indelingen voorgesteld die met beide factoren rekening houden.